# Boshkung Lake
Boshkung Lake är en sjö i Kanada.   Den ligger i countyt Haliburton County och provinsen Ontario, i den sydöstra delen av landet, 240 km väster om huvudstaden Ottawa. Boshkung Lake ligger 304 meter över havet. Arean är 7,0 kvadratkilometer. Den sträcker sig 5,4 kilometer i nord-sydlig riktning, och 3,1 kilometer i öst-västlig riktning.
I omgivningarna runt Boshkung Lake växer i huvudsak blandskog. Runt Boshkung Lake är det mycket glesbefolkat, med 6 invånare per kvadratkilometer.